# أنيبال موريرا
أنيبال موريرا (بالبرتغالية: Aníbal Moreira‏) مواليد 17 سبتمبر 1966 في لواندا، هو مدرب كرة سلة أنغولي ولاعب معتزل. بدأ مسيرته الاحترافية في سنة 1981. مثّل منتخب بلاده. شارك في دورة الألعاب الأولمبية الصيفية سنة 1992. حقق المركز الأول في بطولة أمم أفريقيا لكرة السلة 1989. اعتزل اللعب في 2001.

## الميداليات
| الميدالية | المسابقة                                  |
| --------- | ----------------------------------------- |
| ذهبية     | بطولة أمم أفريقيا لكرة السلة 1989         |
| ذهبية     | بطولة أمم أفريقيا لكرة السلة 1992         |
| ذهبية     | بطولة أمم أفريقيا لكرة السلة 1993         |
| ذهبية     | بطولة أمم أفريقيا لكرة السلة 1995         |
| ذهبية     | بطولة أمم أفريقيا لكرة السلة 1999         |
| فضية      | بطولة أمم أفريقيا لكرة السلة 1985         |
| برونزية   | بطولة أمم أفريقيا لكرة السلة 1987         |
| برونزية   | بطولة أمم أفريقيا لكرة السلة 1997         |
| ذهبية     | بطولة أمم أفريقيا لكرة السلة للسيدات 2011 |
| ذهبية     | بطولة أمم أفريقيا لكرة السلة للسيدات 2013 |
| برونزية   | بطولة أمم أفريقيا لكرة السلة للسيدات 2007 |
| برونزية   | بطولة أمم أفريقيا لكرة السلة للسيدات 2009 |

## روابط خارجية
- أنيبال موريرا على موقع الاتحاد الدولي لكرة السلة (الإنجليزية)
- أنيبال موريرا على موقع كرة السلة الأوروبية.كوم (الإنجليزية)
- أنيبال موريرا على موقع بروبوليرز (الإنجليزية)
- أنيبال موريرا على موقع سبورتس رفرنس (الإنجليزية)
- أنيبال موريرا على موقع أوليمبيديا (الإنجليزية)